# 야노 쇼타로

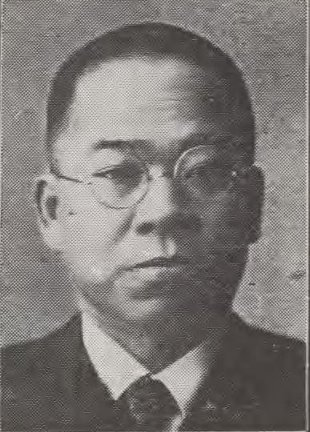
야노 쇼타로

야노 쇼타로(矢野 庄太郎, やの しょうたろう, 1886년 1월 10일 ~ 1949년 6월 21일)는 일본의 정치인으로, 가타야마 내각에서 짧은 기간 (1947년 6월 1일 ~ 1947년 6월 25일) 동안 대장대신을 지냈다.
가가와현 출신으로, 1907년 메이지 대학 법과를 졸업하였다. 메이지 대학 재학 중에는 고등문관시험을 통과하였다. 1911년 내무성에 들어갔으며, 대만 총독부 서기관, 가가와 현 현병 과장, 가가와 현 기타군장을 맡은 후, 1918년 내무성에서 나왔다. 같은 해 히로시마의 쇼코산 요업 (勝光山窯業) 을 사들여 대표이사가 되었다.
1930년 제17회 중의원 의원 총선거에 입헌민정당 공인으로 구 가가와 2구에서 입후보해 첫 당선되었으며, 이후 7번 당선되었다. 같은 해 시데하라 내각에서는 후생대신 아시다 히토시 밑에서 후생정무차관을 맡았으며, 1947년 자유당이 분열되면서 야노는 아시다를 따라 탈당하였다. 민주당 결성에 참여해 정무조사회장이 되었으며, 같은 해 가타야마 내각에서 대장대신으로 입각했지만, 대장대신에 임명된 지 한 달이 채 되지 않아 뇌일혈로 쓰러져 해당 직위에서 물러났다. 이후에 민주당 고문을 역임하였다.

## 같이 보기
- 시데하라 내각
- 아시다 히토시
- 가타야마 내각
- 구루스 다케오